# Franjo Jurjević
Franjo Jurjević (ur. 22 listopada 1932 w Bjelovarze, zm. 24 grudnia 2022 w Zagrzebiu) – jugosłowiański gimnastyk, uczestnik Igrzysk Olimpijskich w 1952 w Helsinkach. Na igrzyskach olimpijskich zajął 149. miejsce w wieloboju gimnastycznym. Najlepszym wynikiem w pojedynczej konkurencji była 25. lokata w skoku.